# Massacre da Escola Secundária de Jokela
O massacre da Escola Secundária de Jokela (em finlandês: Jokelan kouluammuskelutapaus) ocorreu em 7 de novembro de 2007 numa escola secundária do vilarejo de Jokela, município de Tuusula, Finlândia.
O incidente resultou na morte de nove pessoas: cinco estudantes do sexo masculino e uma do sexo feminino, a diretora da escola, a enfermeira da escola e o atirador, Pekka-Eric Auvinen, que também era estudante da escola. Horas antes do incidente, o atirador publicou um vídeo no YouTube anunciando o massacre na escola.
Foi a segunda vez que um evento dessa natureza ocorreu em uma escola finlandesa. O outro caso ocorreu em 1989 na Escola Raumanmeri, na cidade de Rauma, quando um estudante de 14 anos atirou em dois colegas.

## Cronologia
Aproximadamente às 11h44, horário local (9h44 UTC), Pekka-Eric Auvinen deu o primeiro tiro. A maioria das vítimas foi encontrada no corredor principal da escola. Após o primeiro tiro, a diretora da escola, Helena Kalmi, 61, ordenou aos estudantes que permanecessem dentro das salas e se protegessem. Ao invés de também fazer isso ela própria, ela colocou-se no caminho do atirador e tentou convencê-lo a parar. Foi alvejada e morta em frente a um grupo de estudantes no jardim da escola. A enfermeira da escola, 43, tentou ajudar estudantes feridos, mas também levou um tiro.
A patrulha da polícia chegou às 11h55; pouco tempo depois, o Karhuryhmä (a unidade de operações especiais da Finlândia) chegou ao local e cercou a escola. O atirador respondeu com um tiro às 12h04. Nenhum policial foi atingido. O atirador começou a andar pela escola, batendo nas portas das salas e depois atirando. Ele parece ter atirado nas pessoas várias vezes, na cabeça e aleatoriamente.
Foram reportadas as mortes de nove pessoas, incluindo cinco estudantes do sexo masculino e uma do sexo feminino, e o próprio atirador. Uma outra pessoa sofreu ferimentos de tiro, e onze pessoas foram feridas por estilhaços de vidro ao escaparem do prédio da escola.
A crise foi resolvida quando Auvinen apontou a arma para si próprio, disparando um tiro fatal na cabeça. Auvinen foi encontrado num banheiro da escola ainda vivo às 13h55. Entretanto, a polícia, como precaução contra a existência de um outro atirador, não declarou o prédio seguro até às 16h00. Os policiais não abriram fogo em nenhum momento.

## Pekka-Eric Auvinen
O atirador era um jovem de 18 anos, chamado Pekka-Eric Auvinen, nascido em 4 de junho de 1989, que estudava na escola. Ele descreveu a si próprio como "um humanista anti-humano, um darwinista social anti-social, um idealista realista e um ateu divino" em sua página de usuário do YouTube. De acordo com estudantes que o conheciam, ele era calmo e reservado, mas não um solitário recluso. Alguns estudantes disseram que ele era vítima de bullying na escola, embora um colega e amigo de infância negue isto. Ele havia recebido sua licença para possuir uma arma semanas antes da ação na escola. Auvinen era membro do clube de tiro local. De acordo com um de seus professores (carece de fontes) , Auvinen era um estudante mediano, e se interessava por história, filosofia e movimentos de  extrema-direita, as opiniões do jovem demonstram que ele era um supremacista branco. De acordo com os escritos de Auvinen na internet, ele tomava antidepressivos, mas recentemente os havia abandonado.
Após os tiros, Auvinen foi encontrado inconsciente com um tiro na cabeça dado por ele mesmo. Ele foi levado para o Hospital Töölö, na Universidade de Helsinque, às 14h45, mas morreu no mesmo dia às 22h13, dos ferimentos que auto-infligira.
A família de Auvinen vive em Jokela. Seu pai é músico nas horas livres, e sua mãe era membro do conselho municipal de Tuusula.

### Filmes e escritos
Pekka-Eric Auvinen publicou no YouTube um vídeo caseiro intitulado "Jokela High School Massacre – 11/07/2007", anunciando o massacre horas antes de iniciá-lo. A música "Stray Bullet", da banda KMFDM, foi utilizada como trilha sonora. Alguns videos de Auvinen disparando sua nova arma foram publicados semanas antes do incidente. Horas após o evento, o YouTube suspendeu sua conta, sturmgeist89, devido a violação dos termos de uso. O nome de sua antiga conta no YouTube era naturalselector89, que ele usou de março a outubro, quando foi também suspensa. Muitos de seus vídeos eram sobre tiros e incidentes violentos, incluindo o Massacre de Columbine, o Cerco de Waco, o Ataque com gás sarin ao Metrô de Tóquio e bombardeios durante a Invasão do Iraque.
Seus interesses, de acordo com seu perfil pessoal, eram a seleção natural e o ódio pela humanidade. De acordo com sua página no YouTube, ele não queria culpar nada ou ninguém pelo incidente — "nem livros, nem jogos de computador, nem nada" — e foi algo que ele planejou "em sua cabeça".
Em seu site, ele publicou informações explicando suas ações e motivos para atirar, incluindo detalhes do ataque, um manifesto, aqueles que ele gostava e odiava, algumas imagens de si mesmo e um vídeo seu atirando com uma arma de fogo. "Estou preparado para lutar e morrer pela minha causa", diz uma de suas mensagens, sob o pseudônimo de Sturmgeist. "Eu, enquanto seletor natural, eliminarei aqueles que considerar indesejáveis, desgraças da raça humana e falhas da seleção natural". Sturmgeist significa "fantasma da tempestade" ou "espírito da tempestade" em alemão.
Muitos jornais sugeriram similaridades entre as ações de Auvinen e as ocorridas em Columbine. O darwinismo social de Auvinen e a fascinação por ideologias extremistas de direita são muito similares às dos atiradores Eric Harris e Dylan Klebold. Os vídeos de Auvinen no YouTube incluem material relacionado a Columbine. A trilha sonora usada em seu vídeo, "Stray Bullet" da banda KMFDM, também foi utilizada no site do atirador de Columbine Eric Harris.

## Investigação criminal
A polícia encontrou 76 cápsulas de munição na cena do crime. Líquido inflamável também foi encontrado nas paredes e piso do segundo pavimento, o que leva a crer que Auvinen tentou incendiar a escola. Eles também encontraram a nota de suicídio de Auvinen e começaram a analisar suas mensagens na internet.